# 岡正芳
岡 正芳（おか まさよし、1914年10月23日 - 没年不明）は、日本の政治運動家。元日本共産党中央委員会幹部会副委員長。

## 来歴
佐賀県小城郡三日月村（現小城市）出身。旧制第五高等学校を経て東京帝国大学哲学科に進んだ。東大在学中から無産運動に入った。日本共産党に入党。中央委員、書記局員、政策委員会責任者、常任幹部会員、幹部会副委員長等を歴任し、のち名誉幹部会委員を務めた。
党内では理論・政策分野の専門家としての評価が高く、新聞記者たちからは“綱領の番人”と評された、という。
1967年3月に論文「『地域開発』反対政策の位置づけについて」を発表。これが同党の政策活動や大衆運動対応の画期となったとの見方がある。

## 著書
- 『憲法について』（日本共産党出版部、1946年3月25日）
- 『日本革命と理論闘争』（新日本出版社、1966年）などがある。